# Marie de Thiennes
Marie II de Thiennes est une religieuse cistercienne qui fut la 17e abbesse de l'abbaye de la Cambre.

## Héraldique
D'or à la bordure d'azur, et en cœur un écusson d'argent, bordé d'azur, et chargé d'un lion de gueules, armé, lampassé et couronné d'or
Devise : Qu'une voix tienne quoi qu'advienne